# Denise Soriano-Boucherit
Denise Soriano-Boucherit, nascuda el 15 de gener de 1916 al Caire (Egipte) i morta a París el 5 de març de 2006, fou una violinista francesa.

## Biografia
Va Néixer al Caire filla d'un pare comerciant grec naturalitzat i d'una mare francesa. Després de la mort del seu pare, quan tenia cinc anys, Soriano es va traslladar amb la seva família amb l'avi, a la Toscana; des dels sis anys va rebre classes de violí amb Ugo Bianchi al Conservatori de Pisa. El 1928 la família s'instal·là a París, on Soriano va assistir per primera vegada a l'École Normale de Musique. Després va estudiar al Conservatoire de París amb Jules Boucherit fins al 1934.
Als 16 anys va rebre el primer premi de violí al Conservatoire i el Gran premi del disc, dos anys més tard, amb Magda Tagliaferro. El 1935, la seva interpretació del Concert de Beethoven va causar sensació i la seva carrera es presentava fulgurant. Però va ser denunciada com a jueva el 1942, i es veié obligada a amagar-se i a interrompre la seva activitat sota l'ocupació de França durant la Segona Guerra Mundial.
El seu professor de violí al conservatori, Jules Boucherit, l'amagà i la protegí, juntament amb altres joves músics jueus, a la seva casa de Marlotte. Es casarien l'any 1956, molts anys després de la fi de la guerra. Al desembre de 1994 rebria a títol pòstum, en nom del seu marit, la medalla dels Justos que l'Estat d'Israel li concedí.
Denise Soriano va tocar i enregistrar discos amb molts virtuosos, entre els quals Alfred Cortot, Marcel Chaillet i Jacques Thibaud, que veia en ella «l'única i magnífica violinista que pot aspirar a succeir Ginette Neveu». Va dedicar també molts anys (1962-1985) a la docència, en diferents escoles i conservatoris, entre els quals les escoles d'estiu de Fontainebleau o Niça, el Conservatori Darius Milhaud de París, l’Escola Nacional de Música de Brest, de Lille, de Beauvais i el Conservatori Clichy-la-Garenne.
Aparegué per última vegada en públic l'any 2004 amb el «Quartet Soriano», amb el qual actuava cada any, tot i jubilada, des de la dècada de 1990, durant el mes de maig, a la sala Marie-Antoinette de l'hotel Sant-James & Albany, al carrer de Rivoli a París.
Amiga d'Alfred Cortot i de Jacques Thibaud, Denise Soriano va rebre l'elogi i l'admiració unànime de tota la crítica del seu temps.